# NGC 6903
NGC 6903 ist eine linsenförmige Galaxie vom Hubble-Typ E/SB0 im Sternbild Steinbock auf der Ekliptik. Sie ist schätzungsweise 152 Millionen Lichtjahre von der Milchstraße entfernt.
Das Objekt wurde am 14. Juli 1830 von dem Astronomen John Herschel entdeckt.